# Benin City
Benin City   este un oraș  în partea de sud a Nigeriei. Este reședința  statului Edo.